# Pau Gil i Serra

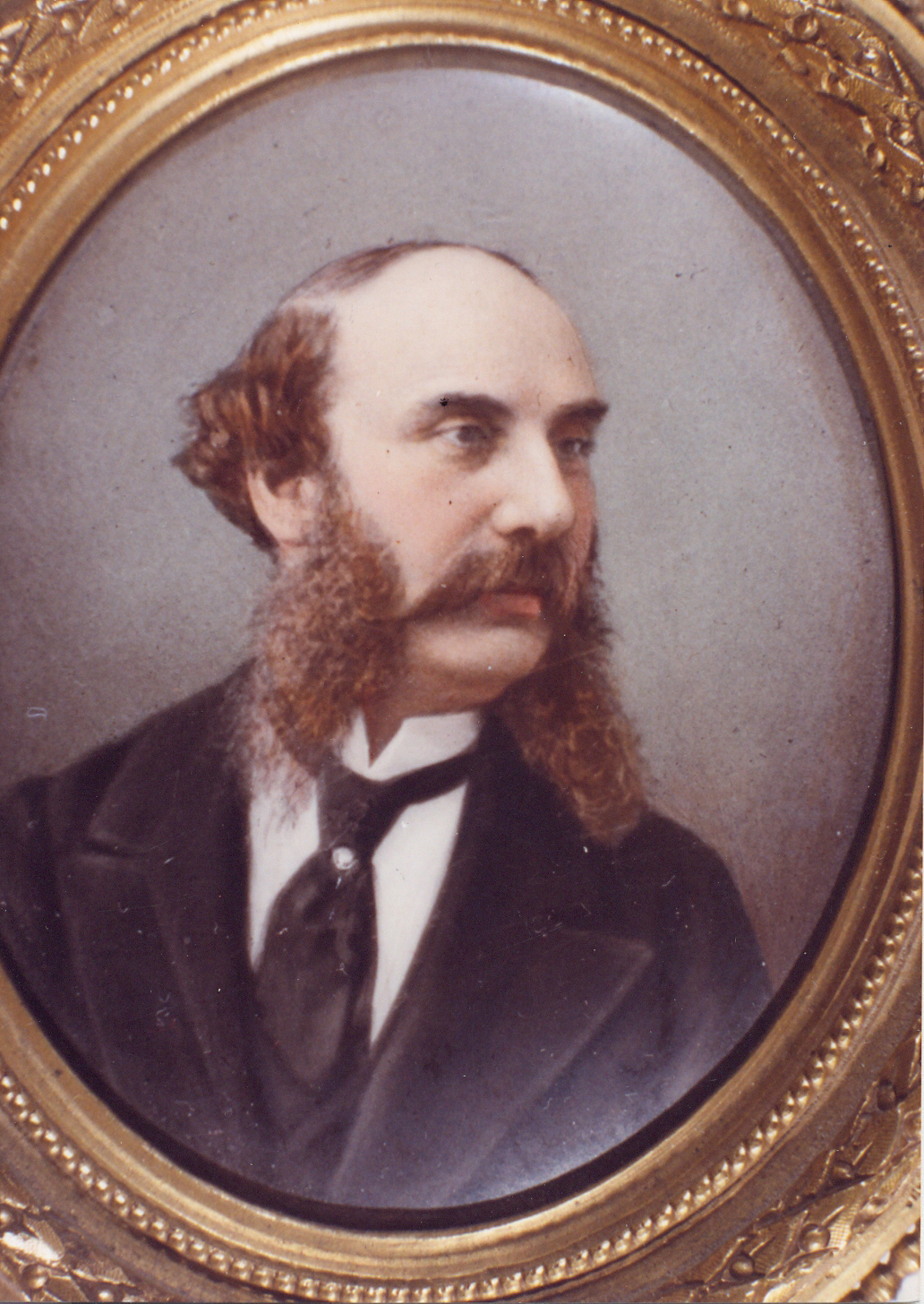
Pau Gil i Serra (30.12.1816 - 30.4.1896), Bankier und Mäzen

Pau Gil i Serra (* 30. Dezember 1816 in Barcelona; † 30. April 1896 in Paris) war ein katalanischer Bankier und Mäzen. Er war der Stifter des Hospitals de la Santa Creu i Sant Pau in Barcelona, eines der größten architektonischen Komplexe des Modernisme und seit 1997 UNESCO-Weltkulturerbe.

## Biographie
Pau Gil i Serra war eines von elf Kindern des Kaufmanns und Bankiers Pere Gil i Babot und der Baronesse Josefa Serra i Cabañes. Mit 17 Jahren zog er nach Paris, wo er 62 Jahre lang lebte. Zusammen mit seinem älteren Bruder Pere (1814–1867), der 1846 in Paris die Banca Gil gegründet hatte, widmete er sich mit Erfolg der Finanzbranche. Nach Peres Tod übernahm er 1867 die Leitung der Banca Gil, die er mit großer Akribie ausübte. Da seine weiteren Brüder Josep und Claudi beide Ingenieure waren, investierte Pau Gil hauptsächlich in den Bergbau und in Eisenbahnen, z. B. in den Bau der ersten Grubenbahn Asturiens. Außer der Bank erbte er auch die Flotte seines Vaters, die aus 28 Schiffen bestand, die ihm große Gewinne einbrachten.
Pau Gil war nicht nur wohlhabend, er besaß auch die Fähigkeit, persönliche Kontakte aufzubauen, und wurde so zum Berater und Freund von Königin Isabella II. und von Eugènia de Montijo, besser bekannt als Kaiserin Eugenie von Frankreich.
Pau Gil starb 1896 in seiner Wohnung am Boulevard de Capucins in Paris. Bei seinem Trauergottesdienst in der Église La Madeleine kam eine große Anzahl von Persönlichkeiten der Pariser Gesellschaft zusammen.

## Vermächtnis
Da Pau Gil alleinstehend war, veranlasste er in seinem 1892 abgefassten Testament, in Barcelona neben seinen Eltern bestattet zu werden. Außerdem sollte die Banca Gil liquidiert und die Hälfte des resultierenden Erlöses unter seinen Neffen verteilt werden. Die andere Hälfte sollte für den Bau eines neuen Hospitals in Barcelona unter dem Namen Sant Pau dienen, um den Armen zu helfen. Dank dieses Vermächtnisses in Höhe von 3.060.000 Peseten konnten 1902 unter der Leitung von Lluís Domènech i Montaner die Arbeiten am Hospital de la Santa Creu i Sant Pau beginnen.

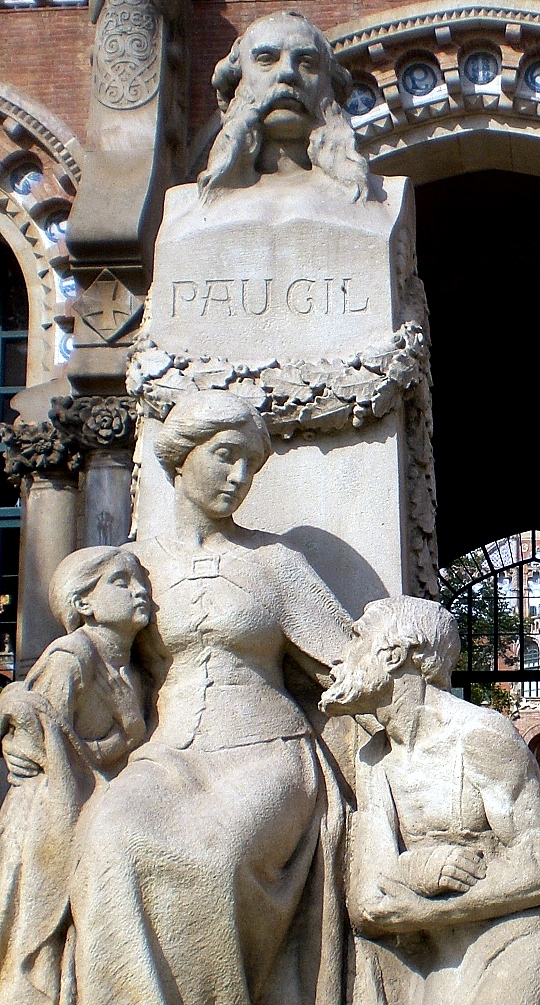
Büste von Pau Gil i Serra vor dem Verwaltungsgebäude des Hospital de la Santa Creu i Sant Pau in Barcelona (1930)

Pau Gil hinterließ in seinem Testament genaue Anweisungen für den Bau des Hospitals. Diese forderten einerseits die Schaffung einer Kommission aus einem Arzt, einem Architekten und einer weiteren kompetenten Person, welche von den Testamentsvollstreckern Josep Ferrer-Vidal i Soler und Manuel Sivatte i Llopart eingesetzt wurde und für die Leitung der Arbeiten verantwortlich sein sollte. Und andererseits sollte das Projekt in einem Wettbewerb mit einem Preisgeld von 2500 Peseten für den Gewinner ausgeschrieben werden. Darüber hinaus verfügte er, dass die Einrichtungen des neuen Krankenhauses alle zeitgenössischen Verbesserungen der Pariser Krankenhäuser integrieren mussten.
Im Hospital de Sant Pau befindet sich vor dem Verwaltungsgebäude eine Büste von Pau Gil i Serra, ein Werk des Bildhauers Eusebi Arnau mit Assistenz von Frederic Marès i Deulovol aus dem Jahr 1930.